# Бенедикт (галицький воєвода)
Бенедикт Венгрин — галицький воєвода часів Угорського панування в Королівстві Русі, очільник залоги замку Галича, зокрема, у 1387 році.
Під час походу в Галичину війська Королівства Польського під проводом королеви Ядвіги не захотів без бою віддати замок, вчасно підготувавшись до нападу чи облоги. Не відомо, чи військо Ядвіги пробувало здобути замок у Галичі силою. Грушевський припускав, що поляки без особливого бажання звернулись до литовців надати допомогу у взятті замку під контроль (здобуття силою зброї чи перемовинами). Ягайло після прохання Ядвіги вислав до Галича литовських князів на чолі з Вітовтом, серед яких, зокрема, були Юрій Наримунтович, Федір Ольгердович (Ратненський), Василь Пинський, Федір Любартович, Юрій Слуцький, Семен Степанський. Однак це військо також не взяло замку, після чого почались перемовини. Бенедикт піддався, але взамін отримав «ласку» Ягайла. Також 11 серпня литовські князі видали йому грамоту, якою вони гарантували йому прихильність Ягайла та обіцяли захищати його від можливих нападок короля. Грушевський припускав, що Бенедикт не хотів мати справи з королевою Ядвігою. 14 жовтня Ягайло у Жидачеві видав грамоту, якою підтверджував права Бенедикта на його маєтки у Галичині. Грушевський з цього зробив висновок, що Бенедикт — місцевий боярин.
Дослідник Кароль Пйотрович називає його Бенедикт Бубек (Бебек) та вважає братом управителя Королівства Русі (руського старости) Емерика Бебека. Також вказує, що його посада — галицький староста. Цю версію не підтверджують документи. Так, у вищезгаданому договорі від 14 жовтня перелічені дідичні маєтки Бенедикта у Жидачівському, Львівському і Белзькому повітах (на користь висновку про місцеве походження Бенедикта) і вказаний його брат Андрій. А у акті від 23 червня 1391 року про надання Бенедиктові права власності на Колодницю перераховані його брати Андрій, Стефан і Мартин. 
Від Бенедикта Венгрина вели свій рід Чернейовські, за дідичним маєтком Черніїв на річці Свірж, нині Чернів. 